# Групова збагачувальна фабрика «Слов'яносербська»
Групова збагачувальна фабрика «Слов'яносербська» — введена до дії в 1958 році як індивідуальна фабрика при шахту «Черкаська-Північна» № 1 з річною проектною потужністю 750 тис. тонн. Проект виконано інститутом «Південдіпрошахт». Технологічна схема передбачала збагачення довгополум'яно-газового вугілля для енергетики у мийних жолобах (клас 6—100 мм). В процесі експлуатації фабрики було впроваджено збагачення дрібного класу 0,5—6 мм у гідроциклонах з піритно-глинистою суспензією.
А у 1976 році мийні жолоби було замінено відсаджувальною машиною. Виробнича потужність фабрики була підвищена до 1450 тис. тонн. З 1998 року до складу фабрики на правах цеху була приєднана збагачувальна фабрика «Черкаська», побудована у 1958 році за однотипним проектом і з цілком аналогічною технологічною схемою, але з встановленою виробничою потужністю 1300 тис. тонн на рік. Мийні жолоби на цій фабриці було замінено на відсаджувальну машину у 1973 році.
Місце знаходження: селище Лозівський, Луганська обл., залізнична станція Слов'яносербськ;